# ウルフクリーク/猟奇殺人谷
『ウルフクリーク/猟奇殺人谷』（ウルフクリーク/りょうきさつじんたに、原題：Wolf Creek）は、2005年1月にアメリカ合衆国のサンダンス映画祭より公開されたホラー映画で、オーストラリアで実際に起きた猟奇殺人事件をベースに描いたサイコホラー作品。第32回サターン賞にてサターンホラー映画賞にノミネートされた。グレッグ・マクリーンの監督デビュー作でもある。
日本では劇場未公開。2009年9月18日にハピネットよりDVD（型番：BBBF-8501）が発売されている。メイキングや未公開シーンなど映像特典が収録されている。

## ストーリー
イギリス人バックパッカーであるリズとクリスティは、オーストラリア人のベンの案内でオーストラリア旅行を楽しんでいたが、車のトラブルによりウルフクリーク国立公園で足止めを喰らってしまった。そこへミックという男が彼女たちのところへ来て、車をけん引してくれた。
目を覚ましたリズは、自らが縛られていることに気付き、クリスティの悲鳴を耳にした。

## キャスト
役名、俳優、日本語吹き替え。
- ミック・テイラー - ジョン・ジャラット（沢木郁也）
- リズ・ハンター - カサンドラ・マグラス（宮川美保）
- クリスティ・アール - ケスティー・モラッシ（櫻井智）
- ベン・ミッチェル - ネイサン・フィリップス（間島淳司）
- シェリー - ミア・ワシコウスカ

## スタッフ
- 監督・脚本：グレッグ・マクリーン
- 製作総指揮：ゲイリー・ハミルトン、マーティン・ファビニー、サイモン・ヒューイット、マイケル・ガディンスキー、ジョージ・アダムズ、マット・ハーン
- 製作：デヴィッド・ライトフット、グレッグ・マクリーン
- 撮影監督：ウィル・ギブソン
- 編集：ロバート・ウェッブ
- プロダクションデザイン：ロバート・ウェッブ
- 衣装デザイン：ニコラ・ダン
- 視覚効果スーパーバイザー：アンドリュー・ヘレン、デイヴ・モーリー
- アニマトロニクス・スーパーバイザー：ジョン・コックス

## 日本語版制作スタッフ
- 演出：亀山俊樹
- 吹替翻訳：鳴瀬浩樹
- 調整：熊倉亨
- 制作：オムニバスプロモーション

## その他
この映画に登場する実際の事件。
- 1989〜1992年 - ベラングロ州立公園内のバックパッカー連続殺人事件
- 1995〜1999年 - スノー・タウンの男女12人猟奇殺人事件
- 1986〜1987年 - フリマントルのバーニー夫妻連続強姦殺人事件